# ۹ رمضان
۹ رمضان، نهمین روز از ماه رمضان در تقویم هجری قمری است.
در تقویم هجری قمری قراردادی این روز دویست و چهل و پنجمین روز سال است.